# Abdo Barka
Pour les articles homonymes, voir Barka.
Abdo Barka (né le 28 février 2001) est un athlète de Bahreïn, spécialiste du sprint.
Le 5 avril 2019, il bat son record personnel sur 100 m en 10 s 36 au Caire, avant de remporter le titre des Championnats panarabes dans la même ville.